# مقابله (فیلم ۲۰۱۹)
مقابله (به انگلیسی: Versus) یک فیلم درام-دلهره‌آور فرانسوی محصول سال ۲۰۱۹ به کارگردانی فرانسوا والابا بازی ژول پلیسیه، ژرمی دووال، کاریدجا توره و لولا لولان است.

## داستان
این فیلم دربارهٔ پسر جوانی به نام آشیل است که در یک خانواده ثروتمند بزرگ می‌شود که قربانی حمله و تجاوز می‌شود و …

## بازیگران
- جرمی دووال در نقش آشیل
- ژول پلیسیه در نقش برایان
- کاریدجا توره در نقش کامیل
- لولا لولان در نقش لئا
- ویکتور بلموندو در نقش کوین
- ماتیلدا مارتی-ژیرو در نقش نومی
- رانی بیماک در نقش کالی
- مایکل کوهن در نقش پدر لئا
- بنجامین بافی در نقش گابریل
- ناتالی اسپورتیلو در نقش بریژیت
- اینس ملاب در نقش پلیس زن